# Westville (Nowy Jork)
Westville – miasto w Stanach Zjednoczonych, w stanie Nowy Jork, w hrabstwie Franklin.